# Сан-Марино на «Евровидении-2012»
 Сан-Марино приняла участие в конкурсе песни Евровидение 2012 в Баку (Азербайджан) в третий раз. Своего представителя на конкурсе страна выбрала внутренним отбором, организуемым телеканалом SM-TV.

## Отбор
17 января 2012 года участие Сан-Марино в конкурсе песни Евровидение 2012 было подтверждено официальным списком участников от Европейского вещательного союза.
8 марта 2012 года вещатель объявил, что на пресс-конференции, которая состоялась 14 марта 2012 года будет представлен исполнитель, а конкурсная песня будет презентована через 2 дня, то есть 16 марта 2012 года.
14 марта 2012 года на специальной пресс-конференции телеканала SM-TV стал известен представитель Сан-Марино на Евровидении 2012 — ею стала местная певица Валентина Монетта; ей и предстоит возможность побороться за звание победителя Евровидения.
16 марта 2012 года в эфире телеканала SM-TV была презентована песня «Facebook Uh,Oh,Oh».
18 марта 2012 года стало известно о том, что выбранная песня не подходит для конкурса по правилу 1.2.2.g конкурса. Причиной споров стало название песни и упоминание в ней названия известной социальной сети Facebook.
22 марта 2012 снова в эфире телеканала SM-TV был презентован новый и окончательный вариант конкурсной песни. Её новое название — «The Social Network Song (Oh Oh — Uh — Oh Oh)»

## Исполнитель
Валентина Монетта (итал. Valentina Monetta, род. 1 марта 1975) — сан-маринская певица.
Музыкальную карьеру начала в начале 2000-х в составе группы «Tiberio». В 2002 году выпустила дебютный сингл «Sharp».
Исполнительница в 2008 году уже подавала заявку на Евровидение, представив песню «Se Non Ci Sei Tu», однако местное профессиональное жюри выбрало других конкурсантов.